# Laurens Hansson
Laurens Hansson (mort vers 1558) a été magistrat à Stavanger, collectionneur et traducteur de sagas. Il est parfois désigné sous les noms de Lauritz Smith mais plus fréquemment de Lauritz Hansson.

## Biographie
Laurens Hansson pourrait être le "Lawrence Johannis Nidrosiensis dioces", qui a étudié à Rostock à partir de 1520, mais cela reste incertain. 
De 1528 à 1537, il était rédacteur à la chancellerie deKrogen (Kronborg) au Danemark. 
En juillet 1548, il a participé à l'hommage royale à Oslo.
De 1554 à 1557 il a été magistrat à Stavanger

## Traducteur de saga
Avant 1551, il avait achevé une traduction partielle es Sagas royales qu'il envoya au roi  à Copenhague. Il a également  fait une copie des Loi de Magnus VI de Norvège.
Sa traduction partielle de l'Heimskringla (Saga des rois de Norvège) a été utilisée par Ole Worm.
On trouve au milieu de son danois des formes norvégiennes par exemple pour les suffixes.